# Нью-Мьюник (город, Миннесота)
Нью-Мьюник (англ. New Munich) — город в округе Стернс, штат Миннесота, США. На площади 1,4 км² (1,4 км² — суша, водоёмов нет), согласно переписи 2002 года, проживают 352 человека. Плотность населения составляет 249,8 чел./км².
- Телефонный код города — 320
- Почтовый индекс — 56356
- FIPS-код города — 27-45772[1]
- GNIS-идентификатор — 0648515[2]